# Трускляй
Трускля́й (мокш. Турксляй, ерз. Турксляй, рос. Трускляй) — мокшанське село у складі Рузаєвського району Мордовії, Росія. Адміністративний центр Трускляйського сільського поселення.

## Топонім
Назва походить від поєднання мокшанських слів туркс (через) та ляй (річка).

## Географія
Село розташоване на річці Інсар, за 10 км. на захід від районного центру містечка Рузаєвка, та у 28 км на південний захід від Саранська.

## Клімат
| Кліматограма Трускляй | Кліматограма Трускляй | Кліматограма Трускляй | Кліматограма Трускляй | Кліматограма Трускляй | Кліматограма Трускляй | Кліматограма Трускляй | Кліматограма Трускляй | Кліматограма Трускляй | Кліматограма Трускляй | Кліматограма Трускляй | Кліматограма Трускляй |
| --- | --------------------- | --------------------- | --------------------- | --------------------- | --------------------- | --------------------- | --------------------- | --------------------- | --------------------- | --------------------- | --------------------- |
| С | Л                     | Б                     | К                     | Т                     | Ч                     | Л                     | С                     | В                     | Ж                     | Л                     | Г                     |
| 51 −7 −12 | 42 −6 −12             | 44 −1 −7              | 46 10 1               | 52 18 8               | 72 22 12              | 75 24 15              | 73 23 14              | 63 16 9               | 60 8 3                | 53 1 −3               | 53 −4 −9              |
| Середня макс. і мін. температури повітря (°C) Атмосферні опади (мм), за рік : 684 мм. Джерело: «Climate-Data.org» (англ.) |                       |                       |                       |                       |                       |                       |                       |                       |                       |                       |                       |

## Населення
Чисельність населення, станом на 2020 рік, налічує 823 особи. У 2010 — 858 осіб, в 2002 — 815 осіб).
| 2002 | 2010 | 2020 |
| ---- | ---- | ---- |
| →815 | ↗858 | ↘823 |

Національний склад станом на 2002 рік:
- мокша — 83 %[7].